# Kit Broholm
Kit Broholm (født 17. marts 1952, død 16. december 2018) har været menigt medlem af DKP og SF og siden medlem af Alternativet. Hun var ansat i Sundhedsstyrelsen som chefkonsulent med ekspertise inden for alkoholvaner og alkoholpolitik. Hun har forfattet en række hæfter og pjecer om disse emner.
Broholm var cand.mag. i historie og samfundsfag og havde en master i public health. Hun blev ansat i Sundhedsstyrelsen i 1990. Hun var dansk counterpart i WHO, repræsentant for Danmark i EU's National Commitee on Alcohol, repræsentant for Danmark i en arbejdsgruppe under Nordisk Ministerråd.
Broholm udgav sammen med VS'eren Anne Grete Holmsgaard i 1984 en bog om zionismen, der i dagspressen af pro-zionistiske debattører som Bent Bludnikow og Arne Notkin blev udlagt som antisemitisk. Bogen var baseret på deres speciale fra RUC. Bogen blev skarpt kritiseret i en række artikler, bla i anmeldelse af Anders Jerichow i Weekendavisen og senere af de borgerlige debattører Bent Blüdnikow og Arne Notkin.
I 1980 vurderede Kit Broholm og Niels Hermind risikoen for jøder verden over, hvis jødernes støtte til Israel er ubetinget: "Den kamp, der nødvendigvis altid vil blive rettet mod en sådan undertrykkende kolonistat [Israel, red.], vil også blive rettet mod jøderne verden over, for så vidt det lykkes zionisterne at få jøderne til at identificere sig med zionismen og forsvare Israel."